# Kiedosy
Kiedosy – wieś w Polsce położona w województwie łódzkim, w powiecie pajęczańskim, w gminie Działoszyn, przy drodze krajowej nr 42.
| SIMC    | Nazwa   | Rodzaj                 |
| ------- | ------- | ---------------------- |
| 0703144 | Bugaj   | przysiółek             |
| 0703167 | Kuźnica | przysiółek             |
| 0703173 | Młynki  | część wsi (do 2023 r.) |
| 0703196 | Tasarze | przysiółek             |

W latach 1975–1998 miejscowość administracyjnie należała do województwa sieradzkiego.
Wieś położona jest na terenie Załęczańskiego Parku Krajobrazowego.
Na terenie wsi istnieje Ochotnicza Straż Pożarna.